# كريس هاجارد
كريس هاجارد (بالإنجليزية: Chris Haggard)‏ مواليد 28 أبريل 1971 في بريتوريا، هو لاعب كرة مضرب جنوب أفريقي بدأ مسيرته كمحترف سنة 1993 يلعب باليد اليسرى. أعلى تصنيف له في الفردي كان المركز الـ 223 في سنة 1996.

## روابط خارجية
- كريس هاجارد على موقع رابطة محترفي التنس (الإنجليزية)
- كريس هاجارد على موقع الاتحاد الدولي لكرة المضرب (الإنجليزية)
- كريس هاجارد على موقع كأس ديفيز (الإنجليزية)
- كريس هاجارد على موقع خلاصة التنس.كوم (الإنجليزية)
- كريس هاجارد على موقع إي إس بي إن.كوم (الإنجليزية)